# マスコウスカヤ線
マスコウスカヤ線（1号線）（ベラルーシ語: Маскоўская лінія;ロシア語: Московская линия）はベラルーシ・ミンスク地下鉄の鉄道路線の一つである。ミンスク市南西部のユーゴザーパド地区と北東のウルチエ地区を結び、そのほとんどの区間が独立大通りの下を走る。

## 路線データ
- 開業: 1984年6月30日
- 路線距離: 19.1km
- 駅数: 15
- 編成車両数: 5

## 歴史
1984年6月30日に開通。当初はインスティトゥト・クリトゥーリ駅からマスコウスカヤ駅までの8つの駅を結んでいたが、1986年12月31日にウスホッド駅まで、2007年11月7日にウルチエ駅まで、2012年11月7日にピャトロウシツィナ駅まで、2014年6月3日にMalinaŭka駅まで延伸し、現在は15つの駅を結ぶ。

## 駅
車内放送はベラルーシ語のみであるため、以下の駅名もベラルーシ語名で記す。
- ウルッチャ駅
- バリサウスキー・トラクト駅
- ウスホッド駅
- マスコウスカヤ駅
- パールク・チャリュースキンツァウ駅
- アカデミヤ・ナヴク駅
- プロッシャ・ヤコバ・コラサ駅
- プロッシャ・ペラモヒ駅
- カストリチニツカヤ駅 - アウタザヴォーツカヤ線クパラウスカヤ駅に連絡
- プロッシャ・レニナ駅 - ミンスク中央駅に連絡
- インスティトゥト・クリトゥーリ駅
- グルシャウカ駅
- ミハロヴァ駅
- ピャトロウッシナ駅
- マリナウカ駅